# Teruhito Nakagawa
Teruhito Nakagawa (仲川 輝人 Nakagawa Teruhito?), född 27 juli 1992 i Kanagawa prefektur, är en japansk fotbollsspelare.
Teruhito Nakagawa spelade 1 landskamper för det japanska landslaget.